# Piotr Chaadáyev
Piotr o Petr Yakovlevich Chaadáyev (en ruso: Пётр Я́ковлевич Чаада́ев; Moscú, 7 de junio [27 de mayo, juliano] de 1794 – Moscú, 26 de abril [14 de abril, juliano] de 1856) fue un filósofo ruso.
Chaadáyev escribió ocho "Cartas filosóficas" sobre Rusia en francés entre 1826-1831. Las cartas circularon en Rusia como manuscrito por muchos años. Las obras no podían ser publicadas en Rusia debido a su carácter altamente crítico del significado de Rusia en la historia y la política mundial.

## Vida
Chaadáyev nació y murió en Moscú. Su apellido es probablemente derivado de la palabra turca Chaadai. En términos generales, se supone que era de ascendencia tártara, y su nombre derivado de Chagatai, el segundo hijo de Genghis Khan. Después de salir de la Universidad de Moscú sin completar su curso, en 1812 entró en el ejército y sirvió en las guerras napoleónicas. Entre 1823 y 1826 viajó por Europa, de modo que estuvo fuera de Rusia durante la revuelta decembrista. A su regreso fue interrogado acerca de sus conexiones con muchos de los decembristas. Estas conexiones pueden haber contribuido a su fracaso para encontrar una posición en el nuevo gobierno de Nicolás I.
Durante la década de 1840 Chaadáyev fue un participante activo en las tertulias literarias de Moscú. En dichos espacios trabó amistad con Alexander Pushkin.

## Pensamiento
La tesis principal de sus famosas "Cartas filosóficas" era que Rusia se había quedado retrasada con respecto a los países occidentales y no había contribuido al progreso del mundo, concluyendo que Rusia debía comenzar de nuevo. Incluyó también críticas al aislamiento intelectual y al atraso social de Rusia.
Cuando en 1836 se publicó la primera edición (solo una edición fue publicada durante su vida) de las "Cartas filosóficas" en la revista rusa Telescopio, su editor fue exiliado al extremo norte de Rusia. Los eslavófilos al principio confundieron a Chaadáyev con uno de ellos, pero más tarde, al darse cuenta de su error, lo denunciaron amargamente y lo negaron. Su primera Carta filosófica ha sido etiquetada como el "primer disparo" de la controversia occidentalista-eslavófilos que fue dominante en el pensamiento social ruso del siglo XIX. Chaadáyev escribió en su "primera carta":

Somos una excepción entre la gente. Pertenecemos a aquellos que no son una parte integral de la humanidad, pero solo existimos para enseñar al mundo algún tipo de gran lección.

Los puntos de vista sorprendentemente poco complacientes acerca de Rusia en la primera carta filosófica causaron que su autor fuese declarado "clínicamente loco", porque criticó al régimen del Zar Nicolás I. El caso de 1836 de Piotr se cree que fue el primer incidente registrado en el cual la psiquiatría se utilizó en Rusia para suprimir la disidencia.
Viviendo bajo arresto domiciliario después de su declaración de locura, el próximo trabajo de Chaadáyev se tituló, apropiadamente, "Apologie d'un Fou" (1837). Dicho trabajo abre con una cita de Samuel Coleridge que dice "¡Oh hermanos míos!, he dicho la verdad más amarga, pero sin amargura." En esta obra sostuvo que Rusia debía seguir sus líneas internas de desarrollo si iba a ser fiel a su misión histórica.
Sus ideas influyeron tanto en los occidentalistas (que apoyaron el acercamiento de Rusia a los acontecimientos en Europa por medio de diversas reformas liberales) como en los eslavófilos (que apoyaban la ortodoxia rusa y la cultura nacional).
La mayoría de sus trabajos han sido editados por su biógrafo, Mijaíl Gershenzon (dos volúmenes, Moscú, 1913–1914), cuyo estudio del filósofo estuvo publicado en San Petersburgo en 1908.